# Van Morrison
Pour les articles homonymes, voir Morrison.
 (octobre 2019).
Si vous disposez d'ouvrages ou d'articles de référence ou si vous connaissez des sites web de qualité traitant du thème abordé ici, merci de compléter l'article en donnant les références utiles à sa vérifiabilité et en les liant à la section « Notes et références ».
George Ivan Morrison, dit Van Morrison — parfois surnommé « Van the Man » par ses fans ou encore « The Belfast Cowboy » — , né le 31 août 1945 à Belfast (Irlande du Nord), est un chanteur et auteur-compositeur nord-irlandais.
Il a été nommé Officier de l'ordre de l'Empire britannique pour service rendus à la musique en 1996, et Officier de l'ordre des Arts et des Lettres par le gouvernement français la même année. Et en plus de ses talents de chanteur, c'est aussi un multi instrumentiste accompli, il joue aussi bien de la guitare que du piano et de l'orgue, du saxophone, de l'harmonica et de la batterie.

## Biographie

### Enfance
George Ivan Morrison naît le 31 août 1945 dans une petite maison de la partie est de Belfast, à la lisière de la campagne. Il est l’unique enfant d’un jeune couple issu de la classe ouvrière : sa mère Violet travaille dans un moulin et son père George est électricien sur les chantiers navals voisins. Plutôt timide et introverti, George est aussi un passionné de musique, détenteur d’une collection de disques assez improbable pour le lieu et l’époque. Par opposition, Violet, à la personnalité exubérante, chanteuse et danseuse occasionnelle, est toujours prête à user de ses talents pour animer les fêtes. Dans ce cadre favorable au développement de son oreille, le jeune Van découvre quelques grands noms de la musique américaine, Muddy Waters, Hank Williams, Woodie Guthrie, Charlie Parker, Mahalia Jackson et Leadbelly, son préféré, qui le décide à chanter et sera pour un temps un modèle absolu, son « gourou » comme il le qualifiera lui-même. Ce savoir précocement acquis le distingue d’à peu près tous ses contemporains musiciens, qui n’ont souvent découvert leurs principales influences qu’une fois devenus étudiants. Van Morrison écoute également les musiciens de son quartier qui jouent beaucoup dans les rues, et font inconsciemment naître son intérêt pour la musique celtique traditionnelle. Il jouera éventuellement avec le groupe irlandais The Chieftains, qui sont reconnus dans le domaine de la musique traditionnelle celtique et irlandaise.
La famille Morrison est protestante, mais peu pratiquante. Van est d’ailleurs envoyé au collège laïc d’Orangefield, et observera toujours les problèmes qui déchirent son pays avec distance et incompréhension : « Je n’avais pas même conscience de ces affrontements religieux avant d’être un jour apostrophé et frappé par une bande de jeunes que je n’avais jamais vus auparavant. Ils sortaient avec l'intention d’agresser les catholiques ou les protestants, je ne sais plus. Ils ont arrêté de taper lorsqu’on leur a dit qu’on n'était pas ce qu’ils croyaient. Tout cela me semblait irréel. » Violet a pourtant manifesté sa ferveur religieuse en se rendant pendant une courte période à des réunions des Témoins de Jéhovah, parfois accompagnée de son fils. Cette ouverture d’esprit et cette tolérance à l’égard des religions annoncent la quête spirituelle que le chanteur suivra au cours de son œuvre.
Lorsque Morrison entendit Jimmy Giuffre jouer du saxophone sur « The Train and The River », il convainquit son père de lui acheter un saxophone ténor et prit des cours de saxophone et de lecture musicale auprès du musicien de jazz George Cassidy, que Morrison considérait comme une « grande inspiration », et ils devinrent amis, il grandit également avec lui sur Hyndford Street,.
En 1956, une reprise skiffle à succès de Leadbelly par l’écossais Lonnie Donegan incite Van Morrison et beaucoup d’autres, les Beatles en tête, à former, à onze ans, un premier groupe de skiffle avec quelques amis de son quartier, les Sputniks. Il y tient les rôles de guitariste et de chanteur, armé de la guitare d’occasion offerte par son père. Le groupe d’écoliers se produit surtout lors de mariages ou d'autres fêtes religieuses, de concours de jeunes talents ou dans des foyers de jeunes. À partir de cette époque, Van étudie avec assiduité la musique, apprend quelques rudiments de piano et développe une impressionnante technique à l’harmonica. Avec le rock 'n' roll s’abat une seconde vague de modèles qui l’influencent considérablement, en particulier Bill Haley, Jerry Lee Lewis, Gene Vincent, Little Richard, Chuck Berry, Bo Diddley et Buddy Holly. Il assiste aussi avec enthousiasme à l’avènement des premières stars britanniques du genre, comme Tommy Steele ou Cliff Richard, avec lequel il chantera en duo, en 1989, sur Whenever God Shines His Light On Me, et commence à écrire un peu de prose ainsi que quelques fragments de couplets pour de futures chansons.
En 1960, le jeune Van n’a pas de groupe attitré, il en change constamment mais se fait particulièrement remarquer en guitariste de Deanie Sands and The Javelins. Il abandonne l’école en juillet de cette même année, il a quinze ans et n'a aucune qualification. C’est l’époque des petits boulots, il monte même avec un ami de son âge une entreprise de laveurs de carreaux ; une expérience qu’il évoquera bien plus tard avec humour dans sa chanson Cleaning Windows. La formation The Javelins (à présent sans Deanie Sands), dans laquelle il joue de plus en plus régulièrement, subit alors de multiples métamorphoses : les adjonctions d’un pianiste puis d’une section de cuivres sous l’impulsion de Van qui passe au saxophone ténor.
Van Morrison offre pour l’occasion un jeu de scène exubérant qui lui vaut une belle réputation, et fait l’une des principales attractions du showband : il n’hésite pas à déchirer chemise et pantalon pour se rouler sur la scène. « Il était habituellement très calme, mais dès qu’il entendait de la musique, il s’animait », expliquera un témoin. Une rencontre avec un chanteur écossais détermine les plus motivés des Monarchs à embarquer pour l’Écosse, à y faire une première tournée, pour par la suite se diriger vers Londres sur le conseil du chanteur Don Thomas. Van n’est alors qu’un adolescent de seize ans, mais il fait partie du voyage. Après une période difficile de vie de bohème, les jeunes musiciens décrochent une audition qui leur donne le droit de gagner le sud de l’Allemagne, et de jouer pour un public composé majoritairement de G.I., enchantés d’entendre les quelques chansons de Ray Charles ou de James Brown qu'on veut bien accorder à Van, le seul capable de rivaliser avec les Américains lorsqu'il est question de leur musique. Ce voyage initiatique comprend même l’enregistrement d’un 45 tours avec chansons imposées, sous le nom de Georgie And The Monarchs (dans lequel Van ne fait que jouer du saxophone) organisé à la demande d’un éminent membre du secteur allemand d’une grande maison de disques, qui paraîtra au cours de l’été 1963 et sera un petit succès en Allemagne. « La chanson était vraiment mauvaise, mais nous l’avons dotée d’un instrumental détonant », estimera Van quelques années plus tard. Les titres de ces morceaux sont Boozoo Hully Gully (face A) et Twingy Baby (face B).
De retour à Belfast, à la fin de l’année 1963, Van Morrison intègre un nouveau groupe dont le guitariste est Herbie Armstrong, un collègue irlandais, avec lequel il retravaillera au cours de sa carrière solo. Ils effectuent ainsi une tournée en Angleterre, au printemps 1964, dont Van profite pour observer avec émerveillement les changements radicaux qu’a permis l’explosion des Beatles ; les jeunes groupes anglais qui reprennent des vieux standards de blues, comme les Rolling Stones et les Animals, l’intéressent plus particulièrement et lui donnent le sentiment d’un retour à la musique de son enfance. Sous leur influence, il compose des chansons, puis rentre à Belfast avec l’idée fixe de fonder sa propre formation à leur image, dans un pays resté en retrait de cette nouvelle effervescence britannique. Pour marquer le coup, il se laisse pousser les cheveux et saute sur l’occasion lorsqu’il apprend qu’un club de rythm and blues veut lancer un groupe. Ne pouvant réunir les musiciens qu’il souhaite, Van se rabat sur The Gamblers, une formation fondée en 1962 qu’il intègre en tant que simple saxophoniste, mais son influence ne cessera d'augmenter au cours des années suivantes. Le groupe se rebaptise rapidement Them pour éviter la confusion avec un groupe homonyme. Them est alors formé de Peter Bardens à l'orgue et au piano, Billy Harrison à la guitare et au chant, Alan Henderson à la basse et John McAuley à la batterie.

### Them
Les années que Van Morrison passe avec Them sont très formatrices pour le chanteur. Il s’installe durablement à Londres où se font les séances d’enregistrements avec le groupe. Là, il fait jouer et graver ses premières compositions, dont l'emblématique Gloria, reprise plus tard par de nombreux musiciens, dont Patti Smith sur l'album Horses. Quelques années avant la parution du Sgt. Pepper's Lonely Hearts Club Band des Beatles, qui innovera radicalement dans les techniques d‘enregistrement, Morrison prend l’habitude d’expérimenter en studio, annonçant la carrière d‘artiste autoproduit qu’il suivra plus tard par souci d‘indépendance. Il inaugure également ses légendaires prises de bec avec l’industrie du disque et les médias. Quelques rencontres marquantes jalonnent le parcours de l’Irlandais au sein de Them : celles du producteur Bert Berns, du claviériste Phil Coulter ce dernier interviendra dans ses albums solo ultérieurs, et celle de sa future femme Janet Planet, dont il est déjà amoureux lorsqu'il quitte le groupe en 1966. Van a vraisemblablement rencontré Janet, jeune actrice californienne, au cours d’un concert de la tournée américaine du groupe Them. Pourtant Morrison relativisera l’importance de ce groupe dans le développement de sa carrière ; « Si je n’avais pas fait partie de Them, j’aurais juste intégré un autre groupe… ce n’était pas très important pour moi. »

### La périodeBang Records
Lorsque Van Morrison quitte Them en juillet 1966, il est l’ex-chanteur d’un groupe qui a eu son heure de gloire, comme beaucoup de ces jeunes contemporains. Dans beaucoup de cas, ceux-ci se sont finalement reconvertis dans un domaine absolument étranger à la musique, ou en sont devenus des industriels après avoir été engagés par une quelconque maison de disques. Morrison, qui souhaite ardemment continuer à chanter et à composer, est donc dans une situation plus délicate qu’il n’y paraît, d’autant plus que les concerts de Them à Belfast lui ont valu une réputation plutôt mauvaise. Sur le conseil de Phil Coulter, Van se procure un magnétophone avec lequel il peut enregistrer tout seul sur sa guitare acoustique des maquettes de chansons dans un esprit très différent de celui qui animait la musique de Them. Cette recherche d’une musique essentiellement personnelle aboutit deux années plus tard, à la conception de son chef-d’œuvre précoce Astral Weeks. Pour l’heure, Morrison n’a obtenu qu’une invitation de son ami, le guitariste Herbie Armstrong, à rejoindre son groupe The Wheels, ainsi qu’une vague proposition de lancement d’une carrière solo chez Philips dont la rédaction du contrat traîne en longueur. L’offre d’Armstrong ne le satisfait pas véritablement non plus, puisqu’il ne veut pas renouveler une expérience semblable à celle de Them, il entend dès à présent jouer ce qui lui plaît. Alors qu’il a de plus en plus de difficultés à se faire engager pour assurer des concerts, le chanteur reçoit le coup de téléphone providentiel de l’américain Bert Berns (voir Them) qui lui propose de produire quatre 45 tours, soit huit chansons, à la seule condition qu’il se déplace pour enregistrer dans un studio de New York.
La situation de Berns a par ailleurs considérablement évolué depuis l’époque où Van l’a rencontré au sein de Them : il a en effet obtenu l’autorisation de la maison de disques Atlantic Records, où il travaillait, de fonder son propre label Bang Records, en grande partie financé par son ancienne entreprise. Van accepte la proposition, d’abord par nécessité et dans l’intention de retrouver Janet Planet, mais aussi parce que Berns est jusqu'alors le seul dans le milieu de la musique sur lequel il pense pouvoir compter. Il achète donc son billet d’avion, convaincu d'éviter autant de compromis que possible. Dès son arrivée, il confie ses bandes sonores à Berns qui semble séduit, mais déchante rapidement lorsqu’il rencontre les musiciens payés pour l’accompagner : il ne compte pas moins de trois guitaristes dans la formation ! Hugh McCracken à la guitare rythmique, Eric Gale à la guitare solo et Al Gorgoni à la guitare acoustique. Ces trois guitaristes sont secondés par Russ Savakus à la basse, Garry Sherman à l'orgue, Gary Chester à la batterie, ainsi que le quatuor The Sweet Inspirations aux chœurs. En deux jours, les 28 et 29 mars 1967, sont enregistrés les huit titres dans un style bien éloigné du dépouillement qu’avait rêvé Morrison pour ses chansons. Brown Eyed Girl, le premier 45 tours issu de ces séances, paraît en juillet 1967, s’impose petit à petit aux États-Unis et entre dans le top 20, constituant à ce jour l’un des plus grands tubes de Van Morrison dans ce pays.
Morrison, revenu à Belfast peu après la session, est rappelé par Berns pour assurer la promotion du 45 tours. Il occupe alors avec Janet Planet, jeune mère de leur fils Peter, une chambre d’hôtel à New York ; il accepte les diverses apparitions promotionnelles qui lui sont imposées. Peu après la sortie du deuxième 45 tours Ro Ro Rosey paraît, en septembre 1967, le premier album de Van Morrison Blowin' Your Mind! qui rassemble tous les titres de la première session, sans l'accord de Van et même sans qu’il en ait été averti. Malgré ou en raison de la sortie peu opportune de ce disque, le chanteur accepte une nouvelle fois de faire confiance à Bert Berns, qui lui propose une seconde séance d’enregistrement pour le mois de novembre 1967, en lui promettant cette fois une totale liberté artistique. C’est pourtant dans des circonstances très proches de celles de la première session que sont enregistrées huit nouvelles chansons. Parmi celles-ci, on trouve notamment les premières moutures de Madame George et Beside You que Morrison reprendra plus tard sur Astral Weeks. En décembre 1967, Berns meurt, terrassé par une crise cardiaque.

### Les débuts prometteurs
L’état d’esprit de Van Morrison à cette période cruciale de sa carrière est clairement restitué par cet extrait d’une interview datant de cette époque : « Quelquefois, je me dis que je ne suis qu’un artiste confidentiel. Je ne sais pas faire de compromis, vous voyez, c’est mon problème. On doit en être capable si l’on veut faire partie du show-business. »
Fort de cette révélation, après un déménagement à Cambridge et son mariage avec Janet Planet, Morrison forme un groupe électrique qui se réduit rapidement à un trio acoustique, avec le contrebassiste Tom Kielbania et le flûtiste John Payne. L’heure est à l’expérimentation, et l’étrange synthèse de jazz, de rock et de poésie proposée par l’Irlandais n’est pas plébiscitée : « ce n’est qu’après coup que les gens ont capté ce que l’on faisait. Peut-être que maintenant c’est évident, mais à l’époque, personne n’en avait la moindre idée. Nous jouions dans des clubs, et des particuliers comme Jimi Hendrix venaient, prenaient place devant nous et restaient toute la soirée. Il semblait que les musiciens nous comprenaient, mais que le grand public ne savait pas où nous étions ». En 1966, lors d'une session avec Jim Morrison et les Doors, au club Whisky a Go Go, les deux Morrison, aussi enragés l'un que l'autre, jouent sur un mémorable Gloria, session immortalisée dans le Best of des Doors en 4 CD. Recommandé à la Warner Bros par une ancienne connaissance de l’époque de Them, Van Morrison s’offre les services de management de la société Inherit Productions, qui fait office d’intermédiaire en lui décrochant un contrat le liant à la Warner le temps de deux disques. Par ailleurs, le label Bang Records réclame encore un album à Van Morrison. L'artiste cède par provocation les bandes d’une trentaine d’improvisations bâclées, enregistrées pendant les deux sessions problématiques de 1967 commanditées par Bert Berns. Ce pied de nez met un terme aux rapports difficiles qu’entretenait le chanteur avec son ancienne maison de disques. Inherit Productions prend en charge la production du premier album que Van doit fournir à la Warner, et engage un petit groupe de jazzmen chevronnés pour accompagner le jeune homme pendant deux sessions en septembre et octobre 1968, qui aboutissent à la sortie de l’album Astral Weeks en novembre de la même année. En février 1969, Van Morrison et sa femme Janet Planet emménagent à Woodstock, non loin de chez Bob Dylan et de son groupe accompagnateur The Band. Là, probablement influencé par ces derniers, il monte son propre groupe électrique et enregistre Moondance, qui sort en février 1970. Pour la première fois, le chanteur produit lui-même son album, avec une liberté artistique presque totale. Plus lumineux que le précédent, et bon succès commercial, ce disque semble être une bonne introduction à la musique de Van Morrison. Les chansons y sont toutes mémorables, mais plus particulièrement And It Stoned Me, Moondance, Caravan et Into the Mystic figurent parmi les plus connues du chanteur. L'intense joie de vivre qui illumine alors sa musique sera en partie expliquée par la naissance de sa fille Shannon, en juillet 1970. Cette année bien remplie s'achève sur l'enregistrement et la sortie de l'album His Band and the Street Choir, plus rhythm and blues que Moondance, l'album respire le bonheur domestique de Van Morrison.

### Californie

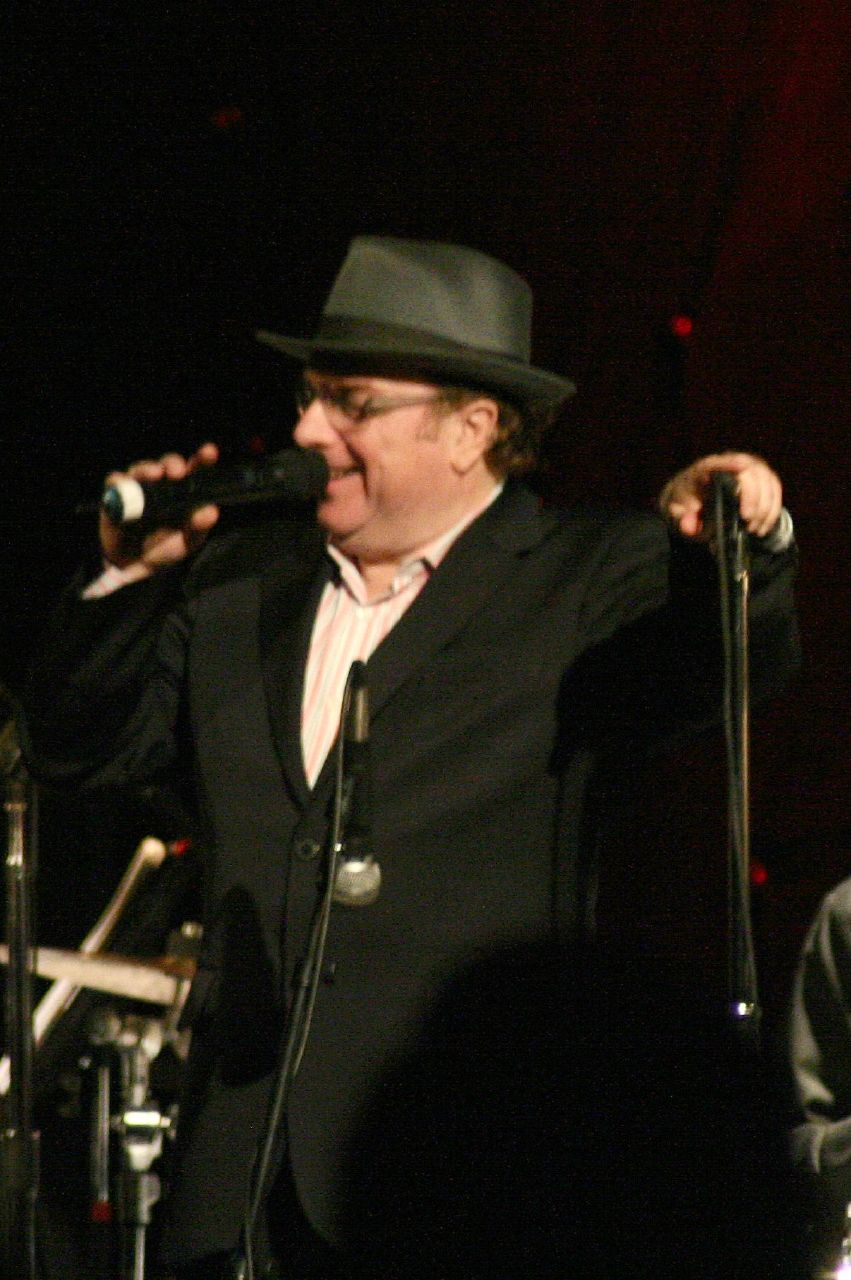
Van Morrison en concert au Centre Marin Civic en 2007.

[réf. nécessaire]
Après un concert d'adieu calamiteux[réf. nécessaire] au Fillmore East de New York et un duo avec The Band pour la chanson 4% Pantomime de l'album Cahoots de ces derniers, le couple s'installe, en avril 1971, à San Rafael en Californie sous l'impulsion de Janet Planet. Afin de pouvoir enregistrer un album dans les prochains mois, Van Morrison se met à contrecœur à la recherche de nouveaux musiciens, les précédents n'ayant pas été assez disponibles pour le suivre. Il décide également d'investir dans un petit home-studio 16 pistes qui lui donne plus de liberté dans son travail, et collabore avec John Lee Hooker sur Never Get Out Of These Blues Alive qui reprend sa chanson TB Sheets et qui sort en 1972 et Born In Mississippi, Raised Up In Tennessee paru en 1973 et contient un duo Going Down.
Je lui ai accordé les crédits de coproduction pour qu'il fasse ce que je ne voulais pas faire, être sûr du mixage. Je lui envoyais les bandes et lui expliquais comment je voulais qu'elles soient mixées. Je pouvais être n'importe où, par exemple en vacances, je l'appelais et lui disais ce que je voulais. Il s'en occupait ensuite avec l'ingénieur du son.
Templeman est un peu débordé, si l'on en croit son propre témoignage : 
« Les aptitudes de Van en tant que musicien, arrangeur et producteur sont la chose la plus effrayante que j'aie vue. Quand il a une idée, il veut l'essayer immédiatement sans overdubs. Il travaille vite et en exige autant de n'importe quel collaborateur. J'ai dû remplacer des ingénieurs du son qui n'ont pas sut s'adapter ».
Cette collaboration peu équilibrée prend fin après trois disques coproduits : Tupelo Honey, Saint Dominic's Preview (en partie coproduit) et It's Too Late to Stop Now. Ted Templeman déclarera plus tard : 
« Je ne travaillerai jamais plus avec Van Morrison, même s'il m'offrait deux millions de dollars. J'ai vieilli de dix ans en produisant trois de ses disques. »
Et c'est la dernière fois que la Warner intervient dans la production d'un disque du chanteur.
Parallèlement à la sortie de l'album Tupelo Honey en novembre 1971, Van Morrison mène une vie de reclus qui n'est pas du goût de Janet Planet. Actrice débutante, elle voudrait s'émanciper en acceptant certains rôles qu'on lui propose, mais son mari la décourage, préférant avoir sa femme au foyer. 
Très sollicité par son public, le chanteur s'adapte mal aux concerts dans de gigantesques stades devant des milliers de fans incontrôlables. Tour à tour pétrifié ou bien extrêmement excité par un trac qu'il n'est pas toujours capable de maîtriser, Van Morrison ne donne le meilleur de lui-même que lorsqu'il peut faire abstraction de son auditoire. Après la débâcle du Fillmore East, il offre une prestation extraordinaire à un public de deux cents personnes au Pacific High Studio, avec notamment une reprise remarquée mais jamais commercialisée de Just Like A Woman de Bob Dylan. Pourtant, quelques semaines plus tard, deux jours avant de jouer dans l'une des plus grandes salles de San Francisco, il annonce qu'il se retire de la scène. Sous la pression, il donne finalement un concert durant lequel il ignore parfaitement son public et refuse un rappel jusqu'à ce que le bluesman Taj Mahal lui parle dans les coulisses pour le faire changer d'avis. Un peu plus tard, Morrison chante au Lion's Share de San Anselmo, à quelques kilomètres de chez lui, et tout se déroule si bien qu'il prend l'habitude d'y donner des spectacles impromptus, comme l'expliquera Stephen Pillster, son manager d'alors : 
Il appelait ses musiciens un peu plus tôt dans l'après-midi pour savoir s'ils avaient envie de jouer tel ou tel soir. Ensuite je joignais le propriétaire du club, qui réservait une des scènes pour la soirée.[réf. nécessaire]
Non annoncées et donc sans aucune publicité, ces apparitions régulières lui évitent d'affronter les attentes du public qui lui pèsent tant. À propos de ses rapports compliqués avec la scène, Van Morrison s'est expliqué plus tard : 
« Je n'ai jamais été à l'aise en concert. Je ne le suis toujours pas. Je ne me suis jamais adapté parce qu'à mes débuts quand on animait des bals, dès qu'on avait fini quelques chansons, on se mêlait au public. Il n'était pas question d'être une star. » L'un après l'autre, au cours de ses fréquents spectacles, le chanteur présente les morceaux qui constitueront son imposant prochain album Saint Dominic's Preview, commercialisé en juillet 1972. La sortie de ce disque sonne l'heure du rappel pour les anciens musiciens de Woodstock qui déménagent un à un en Californie et renforcent le groupe d'un Van de plus en plus confiant. Mais ce n'est qu'après le retour de Jeff Labes, pianiste clé de la formation, que Van Morrison est accompagné par un groupe officiellement baptisé Caledonia Soul Orchestra. L'adjonction d'une section de cordes achève, en avril 1973, la constitution de la formation souvent considérée la meilleure dont Van Morrison ait jamais disposé. À cette époque Van Morrison travaille gratuitement comme disc-jockey d'une radio locale de San Rafael, ce qu'il apprécie :
« Je joue des disques qui ne le seraient pas sinon, dans une ambiance spontanée et décontractée. »
La construction de son home studio lui permet de produire Sweet Sixteen pour la chanteuse Jackie DeShannon. Celle-ci ouvrira plus tard en première partie plusieurs concerts de Morrison, cette collaboration prolongée fait jaser certains journalistes qui n'hésiteront pas à annoncer une tournée commune et un album de duos. Van dira à ce propos : 
« Il ne s'agit que de rumeurs lancées par des magazines. Ils écrivent à propos de choses dont ils ne savent rien, juste pour se faire de l'argent. C'est comme ça qu'ils existent. »
Plus rien ne va entre Van et Janet qui fuit la maison familiale avec leur fille Shannon (surnommée Shana) et demande le divorce assorti d'une pension pour avoir soutenu son époux durant les années difficiles. Ce triste événement est immédiatement suivi, en juillet 1973, par la sortie de l'album Hard Nose the Highway, enregistré avec le gros du Caledonia Soul Orchestra dans le studio personnel de Van Morrison, et dont il dira qu'il est son premier disque sur lequel il a exercé un contrôle total.
Van passe l'été 1973 en tournée, d'abord aux États-Unis, puis en Europe et plus particulièrement en Grande-Bretagne où il n'a pas donné de concerts depuis l'époque de Them. La critique unanime salue le retour d'une star adulée et immensément respectée : toujours soutenu par une formation idéale, le chanteur donne quelques prestations scéniques inoubliables pour ceux qui ont le privilège d'en être. En dépit d'un jeu de scène minimaliste, Morrison réussit à marquer les esprits de ses spectateurs, parmi lesquels un journaliste qui écrira : 
« J'ai été témoin de ce que je ne peux décrire que comme une anti-performance des plus incroyables. Merde, il bougeait à peine ! Je dois avouer que je n'ai jamais été autant captivé par une telle absence volontaire de distractions visuelles. » Van s'évertue à rendre chaque soirée unique, ce qu'il justifie à sa façon : 
« Il n'y a pas de concerts modèles. Ce groupe ne peut pas faire de spectacle prévu. Nous sommes forcés de décoller. » 
Cette tournée exemplaire s'achève après un retour aux États-Unis et servira de support au prochain disque live du chanteur It's Too Late to Stop Now à paraître en février 1974.
En octobre 1973, le chanteur irlandais s’accorde quelques jours de vacances et décide de parcourir son île natale. Durant ce bref séjour Van Morrison revisite les lieux de son enfance, fait le touriste et surtout prépare son prochain album Veedon Fleece, dont il compose la majorité des titres. Dès son retour en Californie, il réunit ses musiciens du Caledonia Soul Orchestra pour leur présenter ses nouvelles chansons et poursuivre l’élaboration de deux projets parallèles qui n’aboutiront finalement pas : un album country qui a été partiellement enregistré et un disque de Noël. Les mois suivants sont donc lourdement occupés par de fréquentes et erratiques séances studio desquelles seul émergera l’album Veedon Fleece, en octobre 1974. En fait, Morrison prend là l’une des décisions les plus controversées de sa carrière en démantelant la formation idéale qu’il avait patiemment constituée depuis Moondance, et ce disque permet à l’auditeur de saisir un groupe en pleine mutation. Sur les cendres de ce mythique groupe (c’est-à-dire que les seuls rescapés en sont le batteur et le bassiste), Van Morrison fonde l’éphémère Caledonia Soul Express qui part en tournée à travers les États-Unis et l’Europe à partir de mars 1974. Il n’y a plus de section de cordes ni de trompettiste, mais on relève la présence d’un flûtiste/saxophoniste succédant à Jack Schroer. Ce dernier, miné par la drogue et dorénavant incapable d’assumer ses responsabilités de musicien, entame une discrète carrière de camionneur dont il ne s’écartera plus malgré les instances de Van lui-même quelques années plus tard. Au cours d’une halte à Amsterdam, le chanteur enregistre les deux faces d’un 45 tours avec son nouveau groupe, dans un style très rhythm and blues : une reprise du classique de Louis Jordan Caldonia rebaptisée Caledonia, et le presque instrumental What’s Up Crazy Pup. Dès la fin de la tournée, Morrison limoge une nouvelle fois son groupe et déclare : « Il n’y avait rien d’autre à faire dans ce contexte. » Au verso de la pochette du CD « Inarticulate... » (1983), Van Morrison adresse ses remerciements à Lafayette Ron Hubbard, le fondateur de la Scientologie.
Son album What's Wrong with This Picture? en 2003 a été nommé pour un Grammy Awards dans la catégorie des « meilleurs albums de blues contemporains ».
En 2015, Van publie l'album Duets: Re-working The Catalogue qui propose, comme son titre l'indique, des duos avec d'autres artistes, tels que Bobby Womack, Mark Knopfler, Steve Winwood, Chris Farlowe, Mick Hucknall, etc. Sa fille Shana Morrison participe aux chœurs sur 4 chansons.
En 2018, Van Morrison produit l'album The Alternative Moondance, une réédition de celui sorti en 1970, avec les mêmes morceaux que la version originale et dans le même ordre mais avec des mix différents et des prises alternatives d'où le titre.
En 2021, il sort l'album double Latest Record Project Volume 1, sur lequel il a fait appel à deux grands artistes, soit Chris Farlowe et P.J. Proby, chacun sur une chanson différente. What's It Gonna Take? est sorti en 2022 et a été enregistré aux célèbres studios Real World de Peter Gabriel.
L'album Moving on Skiffle est sorti en Mars 2023 selon le site officiel de Van Morrison. C'est un album double disponible autant sous forme de disque vinyle qu'en disque compact, il contient 23 chansons. Cet album est le deuxième de Van dans le genre Skiffle après le live de 2000 The Skiffle Sessions Live in Belfast 1998, qui a vu Morrison collaborer avec Lonnie Donegan et Chris Barber. Un autre pionnier du skiffle, Chas McDevitt, était présent lors des sessions d'enregistrement de Moving On Skiffle. Toujours en 2023, Van sort un album totalement instrumental, intitulé à juste titre Beyond Words: Instrumental, il se concentre donc sur l'instrumentation puisqu'il n'y chante pas du tout. On le retrouve à la guitare acoustique et électrique, au saxophone, à l'harmonica, au piano électrique et acoustique. Le regretté Paddy Moloney des Chieftains apparait au sifflet sur la dernière pièce de l'album, en plus de divers autres musiciens. Puis, comme il a été plutôt productif en cette année 2023, Van publie donc un troisième album, Accentuate The Positive, sur lequel se retrouvent des classiques tels que You Are My Sunshine, A Shot Of Rhythm And Blues, Shakin' All Over, Red Sails In The Sunset, Blueberry Hill, Lucille, Shake Rattle And Roll ainsi que la chanson-titre entre autres.

### Reconnaissance et héritage
Morrison a reçu plusieurs prix musicaux majeurs au cours de sa carrière, dont deux Grammy Awards, avec cinq nominations supplémentaires (1982-2004); intronisations au Rock and Roll Hall of Fame (janvier 1993), au Songwriters Hall of Fame (juin 2003) et l'Irish Music Hall of Fame (septembre 1999); et un Brit Award (février 1994). En outre, il a reçu des distinctions civiles : un OBE (juin 1996) et un Officier de l'Ordre des Arts et des Lettres (1996). Il est titulaire de doctorats honorifiques de l'Université d'Ulster (1992) et de l'Université Queen's de Belfast (juillet 2001).
Les intronisations au Temple de la renommée ont commencé en 1993 avec le Rock and Roll Hall of Fame. Morrison a été le premier intronisé vivant à ne pas assister à sa propre cérémonie - Robbie Robertson du groupe The Band a accepté le prix en son nom. Lorsque Morrison est devenu le premier musicien intronisé au Temple de la renommée de la musique irlandaise, Bob Geldof a remis le prix à Morrison. La troisième intronisation de Morrison était au Temple de la renommée des auteurs-compositeurs pour « la reconnaissance de sa position unique en tant que l'un des auteurs-compositeurs les plus importants du siècle dernier ». Ray Charles a remis le prix, à la suite d'une performance au cours de laquelle le duo a interprété Crazy Love de Morrison de l'album Moondance. Le BRIT Award de Morrison était pour sa contribution exceptionnelle à la musique britannique. L'ancien otage de Beyrouth, John McCarthy, a remis le prix ; tout en témoignant de l'importance de la chanson de Morrison Wonderful Remark, McCarthy l'a qualifiée de « chanson ... qui était très importante pour nous ».
Morrison a reçu deux distinctions civiles en 1996 : il a été nommé Officier de l'Ordre de l'Empire britannique pour ses services à la musique et a également été reconnu par un prix du gouvernement français qui l'a nommé Officier de l'Ordre des Arts et des Lettres. En plus de ces récompenses d'État, il a deux diplômes honorifiques en musique; un doctorat honorifique en littérature de l'Université d'Ulster et un doctorat honorifique en musique de l'Université Queen's dans sa ville natale de Belfast.
Parmi les autres récompenses, citons un Ivor Novello Award for Lifetime Achievement en 1995, le prix BMI ICON en octobre 2004 pour « l'influence durable de Morrison sur des générations de créateurs de musique », et un Oscar Wilde : Honoring Irish Writing in Film award en 2007 pour sa contribution à plus de cinquante films, présentés par Al Pacino, qui a comparé Morrison à Oscar Wilde - tous deux « des visionnaires qui repoussent les limites ». Il a été élu meilleur chanteur masculin international de 2007 lors de la première cérémonie des International Awards au Ronnie Scott's Jazz Club, à Londres.
Morrison est également apparu dans un certain nombre de listes « Greatest », y compris la liste du magazine TIME des 100 albums de tous les temps, qui contenait Astral Weeks et Moondance, et il est apparu au numéro treize sur la liste des 885 All Time de WXPN. Les plus grands artistes. En 2000, Morrison s'est classé vingt-cinquième sur la liste de la chaîne de musique câblée américaine VH1 de ses « 100 plus grands artistes de rock and roll ». En 2004, le magazine Rolling Stone a classé Van Morrison quarante-deuxième sur sa liste des « 100 plus grands artistes de tous les temps ». Paste l'a classé vingtième dans leur liste des « 100 plus grands auteurs-compositeurs vivants » en 2006. Q l'a classé vingt-deuxième sur leur liste des « 100 plus grands chanteurs » en avril 2007 et il a été élu vingt-quatrième sur la liste de novembre 2008 des 100 plus grands chanteurs de tous les temps du magazine Rolling Stone.
Morrison a été annoncé comme l'un des lauréats de 2010 figurant sur le Hollywood Walk of Fame.
En août 2013, il a été annoncé que Morrison recevrait le Freedom of Belfast, la plus haute distinction que la ville puisse décerner. Le 15 novembre 2013, Morrison est devenu le 79e récipiendaire du prix, présenté au Waterfront Hall pour ses réalisations professionnelles. Après avoir reçu le prix, il a donné un concert gratuit pour les résidents qui ont gagné des billets d'un système de loterie.
En août 2014, un « Van Morrison Trail » a été créé dans l'est de Belfast par Morrison en partenariat avec le Connswater Community Greenway. Il s'agit d'un sentier autoguidé qui, sur 3,5 kilomètres (2,2 mi), mène à huit endroits importants pour Morrison et inspirants pour sa musique. Le 2 septembre 2014, Morrison a reçu le prix Legend lors de la cérémonie GQ Men of the Year au Royal Opera House de Londres. Le 13 octobre 2014, Morrison a reçu son cinquième BMI Million-Air Award pour 11 millions d'écoutes radiophoniques de la chanson Brown Eyed Girl, ce qui en fait l'une des 10 meilleures chansons de tous les temps à la radio et à la télévision américaines. Morrison a également reçu des prix Million-Air pour Have I Told You Lately.
Le Songwriter's Hall of Fame a annoncé le 8 avril 2015 que Morrison serait le récipiendaire 2015 du prix Johnny Mercer le 18 juin 2015 lors de leur 46e dîner annuel d'intronisation et de remise des prix à New York. Morrison a été nommé Knight Bachelor dans la liste des distinctions honorifiques de l'anniversaire de la reine en 2015 pour ses services à l'industrie de la musique et au tourisme en Irlande du Nord. La cérémonie a été célébrée par le prince Charles.
En 2017, il a été annoncé que l'Americana Music Association honorerait Van Morrison avec le Lifetime Achievement Award for Songwriting lors de sa cérémonie de septembre Honors & Awards.
Morrison a été choisi pour être honoré par Michael Dorf lors de son concert de charité annuel au Carnegie Hall. La musique de Van Morrison a été interprétée le 21 mars 2019 par vingt actes musicaux, dont Glen Hansard, Patti Smith et Bettye LaVette. En 2019, Morrison a reçu le Golden Plate Award de l'American Academy of Achievement présenté par Jimmy Page lors de l'International Achievement Summit à New York.
En 2022, Morrison et sa chanson Down to Joy pour le film Belfast ont été nommés pour l'Oscar de la meilleure chanson originale à la 94e cérémonie des Oscars.
Trois des chansons de Morrison apparaissent dans les 500 chansons du Rock and Roll Hall of Fame qui ont façonné le rock and roll : Brown Eyed Girl, Madame George et Moondance.

## Albums hommage
Entre 1994 et 2006, sept albums hommages sont parus sur le marché, des artistes de tous genres ont tenus à lui rendre hommage en interprétant des compositions de Van Morrison de leur choix, de Sinéad O'Connor à l'acteur Liam Neeson, de Elvis Costello à Marianne Faithfull, tout ce beau monde s'est rejoint sur le disque No Prima Donna: The Songs of Van Morrison paru en 1994. Par la suite en 1997, c'est sur l'album The Van Morrison Songbook que l'on retrouve les Dexys Midnight Runners, Art Garfunkel, la comédienne Goldie Hawn, Dusty Springfield, Bobby McFerrin, Georgie Fame & The Blue Flames et d'autres encore. Ensuite c'est un hommage instrumental que l'on retrouve avec le disque Into the Mystic: An Instrumental Tribute to Van Morrison sorti en 2000.
- 1994 : No Prima Donna: The Songs of Van Morrison
- 1997 : The Van Morrison Songbook
- 2000 : Into the Mystic: An Instrumental Tribute to Van Morrison
- 2003 : Vanthology: A Tribute to Van Morrison
- 2003 : The String Quartet Tribute to Van Morrison
- 2005 : Smooth Sax Tribute to Van Morrison
- 2006 : Mystic Piano: Piano Tribute to Van Morrison

### Collaborations
Van Morrison a beaucoup collaboré avec divers artistes tout au long de sa carrière. Il a travaillé avec de nombreuses artistes de la soul et du blues, dont John Lee Hooker, Ray Charles, Eric Clapton, Bobby Womack et BB King, ainsi que The Chieftains, Gregory Porter, Michael Bublé, Joss Stone, Natalie Cole et Mark Knopfler.
Années 1970
En 1971, Van participe à l'album Cahoots du groupe The Band sur la chanson 4% Pantomime écrite et composée avec le guitariste Robbie Robertson. Ensuite la même année, il chante une de ses propres compositions, la chanson T. B. Sheets, sur l'album Never Get Out of These Blues Alive de John Lee Hooker. Il retrouve ce dernier par la suite en 1973 sur son album Born in Mississippi, Raised Up in Tennessee sur lequel il chante et joue la guitare sur la chanson Going down en compagnie d'Elvin Bishop à la guitare slide. Puis en 1976, Van fait partie de l'impressionnante liste d'invités pour le concert d'adieu du groupe The Band donné au Bill Graham's Winterland Ballroom le jour de Thanksgiving de cette année-là. Outre Bob Dylan, on y retrouve donc Paul Butterfield, Eric Clapton, Neil Diamond, Dr. John, Emmylou Harris, Joni Mitchell, Ringo Starr, Muddy Waters, Ron Wood et Neil Young pour ne nommer que ceux-là. Cet événement sera aussi filmé et deviendra un documentaire, La Dernière Valse de Martin Scorsese qui verra le jour en même temps que l'album double. Van chante à deux reprises, soit sur Tura Lura Lural (That's An Irish Lullaby) et sur Caravan.
Années 1980
Morrison et le groupe folklorique irlandais de renommée internationale The Chieftains ont enregistré l'album Irish Heartbeat (1988), Van y joue la guitare, la batterie et chante sur l'album. Composé de chansons folkloriques irlandaises, il est entré dans le Top 20 britannique. Whenever God Shines His Light, sur Avalon Sunset (1989), est un duo avec Cliff Richard, qui s'est classé n ° 20 sur le UK Singles Chart et n ° 3 sur les charts irlandais. Le critique d'AllMusic, Jason Ankeny, a trouvé que c'était une « ouverture remarquable » sur l'album. Pour le critique Patrick Humphries, c'était « l'exemple le plus manifeste de l'engagement chrétien de Morrison », et bien que « ce ne soit pas l'une des chansons les plus remarquables de Morrison », cela fonctionne comme « un témoignage de foi ».
Années 1990
La décennie a vu une recrudescence des collaborations de Van Morrison. Il a développé une association étroite avec deux talents vocaux aux extrémités opposées de leur carrière: Georgie Fame (avec qui Morrison avait déjà travaillé occasionnellement) a prêté sa voix et ses compétences à l'orgue Hammond au groupe de Morrison; et la voix de Brian Kennedy a complété celle grisonnante de Morrison, à la fois en studio et en concert. En 1990, Van a collaboré à l'album double live de Roger Waters The Wall Live in Berlin, selon l'œuvre qu'il a créée avec le groupe Pink Floyd, il chante sur Comfortably Numb. D'ailleurs Van se trompe dans les paroles de la chanson, et on l'entend même rire de son erreur préférant prendre le tout avec un brin d'humour. Et en 1991, Van retrouve John Lee Hooker sur son album Mr. Lucky sur lequel il assiste au chant et à la guitare, parmi une belle brochette d'invités, dont Carlos Santana, Keith Richards, Johnny Winter, Albert Collins et Ry Cooder à la guitare, Larry Taylor à la basse, Booker T. Jones à l'orgue et Chester D. Thompson aux claviers, etc. Et toujours en 1991, Van participe à un album de Tom Jones, titré Carrying a Torch, du titre d'une de ses propres chansons. Il joue la guitare sur 4 de ses propres compositions, dont la chanson-titre, qui sont ainsi réinterprétées par Jones, Morrison s'occupe aussi de la production sur les chansons sur lesquelles il joue. John Lee Hooker apparait aussi sur l'album de Morrison, Too Long in Exile paru en 1993, sur lequel il chante et joue de la guitare électrique sur deux morceaux. Et lorsque Van Morrison enregistre son album live A Night in San Francisco  en 1994, John Lee Hooker est invité à chanter sur le classique de l'époque du groupe Them, Gloria. Puis Van a retrouvé les Chieftains sur leur album de 1995, The Long Black Veil, avec un remaniement d'une de ses propres chansons, Have I Told You Lately, qui a remporté le Grammy Award de la meilleure collaboration pop avec voix. Et il produit et joue sur plusieurs chansons de John Lee Hooker sur l'album de 1997 de ce dernier, Don't Look Back. Cet album a remporté un Grammy Award du meilleur album de blues traditionnel en 1998, et la chanson-titre, un duo avec Morrison, a remporté le Grammy de la meilleure collaboration pop avec voix. Et lorsque parait l'album The Healing Game en 1997 de Morrison, John Lee Hooker chante sur deux chansons, on retrouve aussi sur ce même album deux autres légendes de la musique, soit Carl Perkins et Lonnie Donegan. Toujours en 1997, Van chante sur un album de la légende du blues, B. B. King, Deuces Wild, le morceau s'intitule If You Love Me. On retrouve aussi sur cet album des duos de B. B. King avec Tracy Chapman, Eric Clapton, Dr. John, The Rolling Stones, Zucchero, Joe Cocker, David Gilmour et Willie Nelson entre autres. Van a par la suite collaboré à nouveau avec Tom Jones sur son album de 1999 Reload, lorsque les deux ont chanté en duo sur une création de Morrison, Sometimes We Cry.
Années 2000 à aujourd'hui
Morrison a chanté The Last Laugh sur l'album de Mark Knopfler Sailing to Philadelphia (2000), et cette même année il a également enregistré un album en duo de musique country classique, You Win Again avec Linda Gail Lewis. L'album a reçu une critique trois étoiles de AllMusic, qui l'a appelé « un effort de racines qui ne semble jamais étudié ». En 2002, il collabore au chant et à l'harmonica à l'album 7 Wishes de sa fille Shanna Morrison sur une de ses propres chansons Sometimes We Cry. Une autre de ses chansons apparait sur cet album, Naked in the Jungle, elles sont ainsi réinterprétées par sa fille. En 2004, Van était l'un des invités du dernier album studio de Ray Charles, Genius Loves Company, le duo a interprété Crazy Love de Morrison. En 2015, il enregistre un album de collaborations à son nom, Duets: Re-working the Catalogue, qui met en vedette, entre autres, Shana Morrison, sa fille, Steve Winwood, Taj Mahal, Mavis Staples, Mick Hucknall. Il a également développé un partenariat avec le multi-instrumentiste Joey DeFrancesco, enregistrant en duo sur l'album studio You're Driving Me Crazy en Avril 2018, puis ils se sont retrouvés sur le disque live de Van Morrison, The Prophet Speaks en Décembre de la même année. Pendant la pandémie de COVID, Van a enregistré des chansons avec Eric Clapton critiquant les mesures de réduction des méfaits. Un mois après la sortie de son album de 28 chansons, Latest Record Project: Vol. 1, Van Morrison a de nouveau fait équipe avec Clapton pour une collaboration. Sorti sous le nom de Slowhand & Van, The Rebels est une réinterprétation en duo de Where Have All the Rebels Gone, l'une des chansons du dernier album studio de Morrison. The Rebels amène la chanson dans une direction plus blues-rock, avec Clapton chantant en tête et Morrison se joignant aux chœurs tout au long de la chanson. « Où sont passés tous les rebelles ? / Ils se sont cachés derrière des écrans d'ordinateur », chante Clapton. « Où est l'esprit ? Où est l'âme ? / Où sont passés tous les rebelles ? ». En décembre dernier, Clapton et Morrison se sont associés pour « Stand Up and Deliver », qui a suivi une série de chansons de Morrison qui ont protesté contre les mesures de verrouillage au Royaume-Uni tout au long de la pandémie. Les bénéfices de The Rebels seront reversés à la Fondation Van Morrison Rhythm & Blues, que Morrison a instituée pendant la pandémie « comme fonds d'urgence pour les musiciens confrontés à des difficultés financières en conséquence directe des restrictions gouvernementales sur la musique live introduites en mars 2020 ».

## Georgie And The Monarchs
Single
- 1963 : Boozoo Hully Gully/Twingy Baby - Sur ce premier effort sur disque, Van Morrison joue uniquement du saxophone. Item rarissime[réf. nécessaire].

## Them
Albums studio
- 1965 : The Angry Young Them
- 1966 : Them Again

Compilation
- 1997 : The Story of Them Featuring Van Morrison

## Solo

### Albums studio

#### Années 1960
- 1967 : Blowin' Your Mind!
- 1968 : Astral Weeks

#### Années 1970
- 1970 : Moondance
- 1970 : His Band and the Street Choir
- 1971 : Tupelo Honey
- 1972 : Saint Dominic's Preview
- 1973 : Hard Nose the Highway
- 1974 : Veedon Fleece
- 1977 : A Period of Transition
- 1978 : Wavelength
- 1979 : Into the Music

#### Années 1980
- 1980 : Common One
- 1982 : Beautiful Vision
- 1983 : Inarticulate Speech of the Heart
- 1985 : A Sense of Wonder
- 1986 : No Guru, No Method, No Teacher
- 1987 : Poetic Champions Compose
- 1989 : Avalon Sunset

#### Années 1990
- 1990 : Enlightenment
- 1991 : Hymns to the Silence
- 1993 : Too Long in Exile
- 1995 : Days Like This
- 1996 : How Long Has This Been Going On
- 1996 : Tell Me Something: The Songs of Mose Allison
- 1997 : The Healing Game
- 1999 : Back on Top

#### Années 2000
- 2000 : You Win Again
- 2002 : Down the Road
- 2003 : What's Wrong with this Picture?
- 2005 : Magic Time
- 2006 : Pay The Devil
- 2008 : Keep It Simple

#### Années 2010
- 2012 : Born To Sing: No Plan B
- 2015 : Duets: Re-working The Catalogue
- 2016 : Keep Me Singing
- 2017 : Roll with the Punches
- 2017 : Versatile
- 2018 : You're Driving Me Crazy
- 2019 : The Prophet Speaks
- 2019 : Three Chords And The Truth

#### Années 2020
- 2021 : Latest Record Project, Volume 1
- 2022 : What’s It Gonna Take?
- 2023 : Moving on Skiffle (Album de reprises)
- 2023 : Accentuate the Positive (Album de reprises)
- 2025 : Remembering Now

### Albums live
- 1974 : It's Too Late to Stop Now
- 1984 : Live at the Grand Opera House, Belfast
- 1994 : A Night in San Francisco
- 2000 : The Skiffle Sessions - Live In Belfast 1998
- 2006 : Live at Austin City Limits Festival
- 2009 : Astral Weeks Live at the Hollywood Bowl
- 2024 : Live at Orangefield

### Compilations
- 1973 : TB Sheets
- 1981 : Van Morrison - The Legends Of Rock
- 1982 : This Is Where I Came In
- 1990 : The Best of Van Morrison
- 1991 : Bang Masters
- 1992 : Les Génies du rock: Brown-Eyed Girl - Van Morrison
- 1993 : The Best of Van Morrison : Volume Two
- 1994 : Payin' Dues
- 1997 : The Complete New York Sessions '67
- 1997 : New York Sessions '67
- 1998 : The Philosopher's Stone : The Unreleased Tapes
- 2002 : The Complete Bang Sessions
- 2007 : The Best of Van Morrison : Volume Three
- 2007 : At The Movies - Soundtrack Hits
- 2007 : Still On Top - The Greatest Hits
- 2009 : Playlist: The Very Best of Van Morrison (The Bang Years)
- 2015 : The Essential Van Morrison
- 2017 : The Authorized Bang Collection
- 2018 : The Alternative Moondance (Versions alternatives des titres de l'album original Moondance de 1970 - Album édité dans le cadre du Record Store Day)
- 2023 : Beyond Words: Instrumental (17 titres instrumentaux inédits des années 1970, 1980, 1990 et 2000)

### Collaborations
- 1971 : Cahoots de The Band - Sur 4% Pantomime
- 1971 : Never Get Out of These Blues Alive de John Lee Hooker - Sur T.B. Sheets
- 1973 : Born In Mississippi, Raised Up In Tennessee de John Lee Hooker - Van guitare et chant sur Going Down
- 1976 : Stone Alone de Bill Wyman - Van au saxophone alto, harmonica et guitare acoustique sur 3 chansons
- 1978 : The Last Waltz de The Band - Sur Tura Lura Lural (That's An Irish Lullaby) et Caravan
- 1983 : The King of Comedy - Bande Originale du film de Martin Scorsese. Van chante sur Wonderful Remark
- 1987 : Live At Ronnie Scott's London de Chet Baker - Chant sur Send In The Clowns
- 1988 : Irish Heartbeat de The Chieftains - Chant, guitare, batterie sur tout l'album
- 1990 : The Wall Live in Berlin de Roger Waters - Chant sur Comfortably Numb
- 1990 : Compose Yerself de Mick Cox Featuring: Van Morrison, Lavern Brown, Mel Collins
- 1991 : Mr. Lucky de John Lee Hooker - Van chante et joue la guitare sur tout l'album
- 1991 : Carrying a Torch de Tom Jones - Van guitare et production sur 4 de ses propres chansons réinterprétées par Tom Jones.
- 1994 : A Week or Two in the Real World des Holmes Brothers - Van chant et guitare sur That's Where It's At
- 1995 : The Long Black Veil de The Chieftains - Chant sur Have I Told You Lately That I Love You?
- 1995 : Chill Out de John Lee Hooker - Van chant et guitare sur tout l'album
- 1997 : Deuces Wild de B.B. King - Chant sur If You Love Me
- 1997 : Don't Look Back de John Lee Hooker - Chant et guitare sur tout l'album plus coproduction avec Mike Kappus
- 1997 : The Songs Of Jimmie Rodgers (A Tribute) - Artistes Variés - Van chante et joue l'harmonica sur Mule Skinner Blues
- 1999 : Reload de Tom Jones - Chant sur Sometimes We Cry en duo avec Tom Jones
- 1998 : Long Journey Home (Original Soundtrack) - Artistes Variés - Bande Originale du film éponyme - Van chante sur Shenandoah
- 2000 : Sailing to Philadelphia de Mark Knopfler- Chant sur The Last Laugh
- 2000 : You Win Again - Album en duo de Van Morrison et Linda Gail Lewis
- 2001 : Good Rockin' Tonight - The Legacy Of Sun Records - Artistes Variés - Van sur Sittin' on Top of the World avec Carl Perkins
- 2002 : The Wide World Over - Compilation de The Chieftains - Chant sur Shenandoah
- 2002 : Jools Holland & His Rhythm & Blues Orchestra de Jools Holland's Big Band Rhythm & Blues - Van sur Back O' Town Blues
- 2002 :  7 Wishes de Shana Morrison : Chant et harmonica sur Sometimes We Cry
- 2004 : Genius Loves Company de Ray Charles - Chant sur Crazy Love
- 2005 : Hurricane Relief: Come Together Now - Artistes Variés - Van chante sur Blue And Green
- 2006 : The Essential Chieftains de The Chieftains - Chant sur Shenandoah
- 2019 : Sinematic de Robbie Robertson - Van chante sur I Hear You Paint Houses avec Frédéric Yonnet
- 2020 : Blues with friends - En juin 2020, le chanteur Dion a sorti Blues with Friends via Keeping the Blues Alive Records (KTBA), un nouveau label créé par Joe Bonamassa et Roy Weisman pour Dion et d'autres musiciens de blues afin de mettre en valeur leurs talents. Avec, outre Joe Bonamassa, Jeff Beck, Brian Setzer, Billy Gibbons, Paul Simon, Steve Van Zandt, Bruce Springsteen et Van Morrison, entre autres. Ce dernier interprète le blues I Got Nothin'.

### Album de poésie
- 1991 : Cuchulainn - "Ces extraits de la saga épique de Cuchulainn ont été enregistrés sous forme de lecture/performance en direct, sans reprises ni effets de studio. La performance recrée une atmosphère primitive de narration, avec la magie, l'humour et la tragédie de la poésie irlandaise ancienne en anglais moderne. (mais avec un dialecte d'Ulster). La saga Cuchulainn est un recueil de poèmes de l'ancienne Irlande, écrits par des scribes monastiques au Moyen Âge, mais datant d'une culture celtique préchrétienne beaucoup plus ancienne. Le thème central est la vie et la mort du héros, et la dispute sur la terre sacrée d'Irlande entre les maisons royales d'Ulster et de Connaught." Le temps de jeu total est d'environ 27 minutes. Enregistré aux studios Crescent en 1989. Mixé au Moles Studio 1990.

https://www.discogs.com/fr/release/10085838-Van-Morrison-Cuchulainn

## Télévision/Vidéos/DVD
- 1978 : La Dernière Valse ou sous son titre original The Last Waltz - Documentaire de Martin Scorsese, réalisé lors du concert d'adieu du groupe The Band en 1976 lors des fêtes de Thanksgiving. Van sur Tura Lura Lural (That's An Irish Lullaby) et Caravan.
- 1981 : Van Morrison in Ireland - Filmé en 1979 en concert en Irlande du Nord. Peter Bardens aux claviers, Bobby Tench à la guitare, Mickey Feat à la basse, Katie Kissoon aux chœurs, entre autres sur Moondance.
- 1990 : The Wall Live in Berlin de Roger Waters - Album double vinyl, CD et DVD lors du concert de l'œuvre de Roger Waters, donné à Berlin sur la Potsdamer Platz le 21 juillet 1990 pour commémorer la chute du mur de Berlin. Van chante Comfortably Numb accompagné de Roger Waters et The Band. Solos de guitares par Snowy White & Rick DiFonzo.
- 1990 : Van Morrison: The Concert - Filmé en 1989 lors d'un concert à New-York avec John Lee Hooker sur 2 chansons, Mose Allison sur une autre. Georgie Fame accompagne à l'orgue et aux chœurs.
- 1991 : One Irish Rover - pour la télé de BBC2 Arena TV.
- 2006 : Live at Montreux 1980/1974 - Premier DVD Officiel de l'artiste. Filmé lors de deux concerts séparés au Festival de Jazz de Montreux.
- 2006 : Austin City Limits: Van Morrison - pour la télé PBS-TV.
- 2009 : Astral Weeks Live at the Hollywood Bowl: The Concert Film - Filmé lors de deux concerts séparés au Hollywood Bowl à Los Angeles, Californie.

## Production
- 1973 : Sweet Sixteen - Single de Jackie DeShannon. Chanson écrite et produite par Van Morrison
- 1994 : No Prima Donna: The Songs of Van Morrison - Album hommage avec divers artistes produit par Van Morrison et Phil Coulter
- 1997 : Don't Look Back de John Lee Hooker - Album produit par Van Morrison et Mike Kappus